# Ginnastica ai Giochi della XXXI Olimpiade - Concorso a squadre femminile

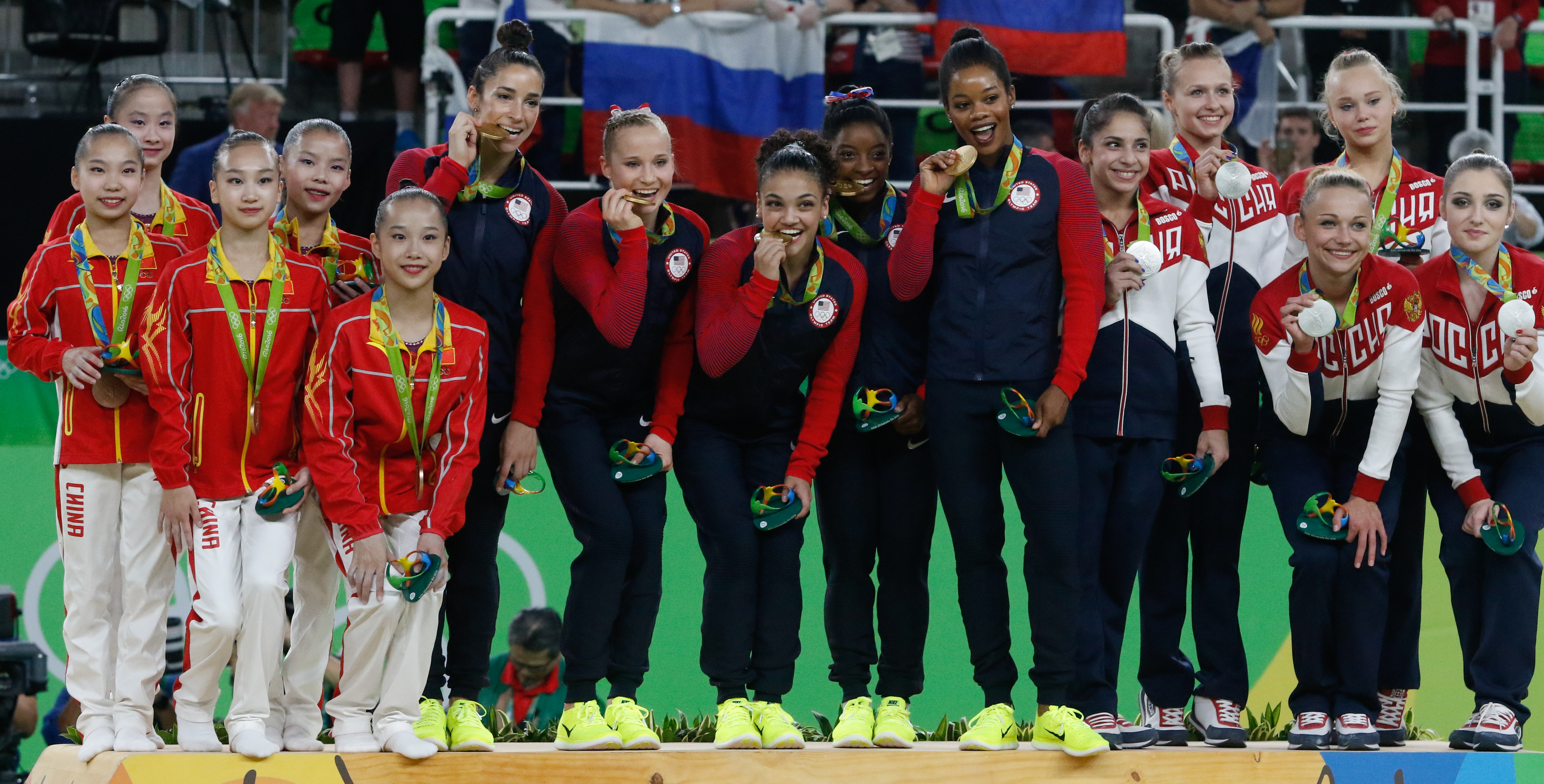

Il concorso a squadre femminile di ginnastica artistica ai Giochi di Rio de Janeiro 2016 si è svolto nella HSBC Arena il 9 agosto. Hanno il diritto di partecipare alla gara le migliori squadre che si sono classificate tra le prime otto posizioni durante le qualificazioni.
In questa competizione vale il modulo 5-3-3: partecipano cinque ginnaste per nazione, tre salgono su un attrezzo e tutti e tre i risultati vengono scelti, al contrario della giornata di qualificazione, dove viene utilizzato il modulo 5-4-3 (cinque ginnaste per nazione, quattro salgono su un attrezzo e i tre risultati migliori vengono scelti).

## Squadre vincitrici
| Oro                                                                                          | Argento                                                                                   | Bronzo                                                   |
| Stati Uniti Simone Biles Gabrielle Douglas Laurie Hernandez Madison Kocian Alexandra Raisman | Russia Angelina Melnikova Aliya Mustafina Maria Paseka Dar'ja Spiridonova Seda Tutkhalyan | Cina Fan Yilin Mao Yi Shang Chunsong Tan Jiaxin Wang Yan |

## Qualificazioni
| Pos. | Nazione     | Ginnaste                                                                               | Punteggio |
| ---- | ----------- | -------------------------------------------------------------------------------------- | --------- |
| 1    | Stati Uniti | Simone Biles, Gabrielle Douglas, Laurie Hernandez, Madison Kocian, Alexandra Raisman   | 185.238   |
| 2    | Cina        | Fan Yilin, Mao Yi, Shang Chunsong, Tan Jiaxin, Wang Yan                                | 175.279   |
| 3    | Russia      | Angelina Melnikova, Aliya Mustafina, Maria Paseka, Dar'ja Spiridonova, Seda Tutkhalyan | 174.620   |
| 4    | Regno Unito | Rebecca Downie, Elissa Downie, Claudia Fragapane, Ruby Harrold, Amy Tinkler            | 174.064   |
| 5    | Brasile     | Rebeca Andrade, Jade Barbosa, Daniele Hypolito, Lorrane Oliveira, Flávia Saraiva       | 174.054   |
| 6    | Germania    | Tabea Alt, Kim Bui, Pauline Schaefer, Sophie Scheder, Elisabeth Seitz                  | 173.263   |
| 7    | Giappone    | Sae Miyakawa, Mai Murakami, Aiko Sugihara, Asuka Teramoto, Yuki Uchiyama               | 172.564   |
| 8    | Paesi Bassi | Eythora Thorsdottir, Céline Van Gerner, Vera Van Pol, Sanne Wevers, Lieke Wevers       | 171.929   |

## Classifica
| Posizione | Squadra             | Volteggio | Parallele | Trave  | Corpo Libero | Totale  |
| --------- | ------------------- | --------- | --------- | ------ | ------------ | ------- |
| Oro       | Stati Uniti         | 46.866    | 46.499    | 45.533 | 45.999       | 184.897 |
| Oro       | Simone Biles        | 15.933    | 14.800    | 15.300 | 15.800       | 184.897 |
| Oro       | Gabrielle Douglas   | —         | 15.766    | —      | —            | 184.897 |
| Oro       | Laurie Hernandez    | 15.100    | —         | 15.233 | 14.833       | 184.897 |
| Oro       | Madison Kocian      | —         | 15.933    | —      | —            | 184.897 |
| Oro       | Alexandra Raisman   | 15.833    | —         | 15.000 | 15.366       | 184.897 |
| Argento   | Russia              | 45.733    | 46.166    | 42.757 | 42.032       | 176.688 |
| Argento   | Angelina Melnikova  | 14.900    | 15.133    | 13.033 | 14.266       | 176.688 |
| Argento   | Aliya Mustafina     | 15.133    | 15.933    | 14.958 | 14.000       | 176.688 |
| Argento   | Maria Paseka        | 15.700    | —         | —      | —            | 176.688 |
| Argento   | Dar'ja Spiridonova  | —         | 15.100    | —      | —            | 176.688 |
| Argento   | Seda Tutkhalyan     | —         | —         | 14.766 | 13.766       | 176.688 |
| Bronzo    | Cina                | 44.332    | 45.007    | 44.598 | 42.066       | 176.003 |
| Bronzo    | Fan Yilin           | —         | 15.733    | 15.066 | —            | 176.003 |
| Bronzo    | Mao Yi              | 14.833    | —         | —      | 12.633       | 176.003 |
| Bronzo    | Shang Chunsong      | —         | 14.333    | 15.066 | 14.700       | 176.003 |
| Bronzo    | Tan Jiaxin          | 14.766    | 14.941    | —      | —            | 176.003 |
| Bronzo    | Wang Yan            | 14.733    | —         | 14.466 | 14.733       | 176.003 |
| 4         | Giappone            | 44.832    | 44.466    | 42.599 | 42.474       | 174.371 |
| 4         | Sae Miyakawa        | 15.066    | —         | —      | 13.908       | 174.371 |
| 4         | Mai Murakami        | 14.833    | —         | 13.833 | 14.466       | 174.371 |
| 4         | Aiko Sugihara       | —         | 14.600    | 14.300 | 14.100       | 174.371 |
| 4         | Asuka Teramoto      | 14.933    | 14.866    | 14.466 | —            | 174.371 |
| 4         | Yuki Uchiyama       | —         | 15.000    | —      | —            | 174.371 |
| 5         | Regno Unito         | 44.766    | 44.866    | 41.965 | 42.765       | 174.362 |
| 5         | Rebecca Downie      | —         | 15.400    | 14.166 | —            | 174.362 |
| 5         | Elissa Downie       | 15.133    | 14.633    | 13.366 | 14.133       | 174.362 |
| 5         | Claudia Fragapane   | 14.700    | —         | 14.433 | 14.166       | 174.362 |
| 5         | Ruby Harrold        | —         | 14.833    | —      | —            | 174.362 |
| 5         | Amy Tinkler         | 14.933    | —         | —      | 14.466       | 174.362 |
| 6         | Germania            | 42.999    | 45.899    | 43.100 | 41.674       | 172.672 |
| 6         | Tabea Alt           | 14.800    | —         | 14.600 | —            | 172.672 |
| 6         | Kim Bui             | —         | 14.900    | —      | 13.466       | 172.672 |
| 6         | Pauline Schaefer    | 14.266    | —         | 14.500 | 14.375       | 172.672 |
| 6         | Sophie Scheder      | 13.933    | 15.466    | —      | —            | 172.672 |
| 6         | Elisabeth Seitz     | —         | 15.533    | 14.000 | 13.833       | 172.672 |
| 7         | Paesi Bassi         | 43.033    | 43.666    | 44.082 | 41.666       | 172.447 |
| 7         | Eythora Thorsdottir | 15.000    | 14.733    | 14.566 | 13.900       | 172.447 |
| 7         | Céline Van Gerner   | —         | 14.400    | —      | 13.933       | 172.447 |
| 7         | Vera Van Pol        | 14.100    | —         | —      | —            | 172.447 |
| 7         | Lieke Wevers        | —         | 14.533    | 15.250 | —            | 172.447 |
| 7         | Sanne Wevers        | 13.933    | —         | 14.266 | 13.833       | 172.447 |
| 8         | Brasile             | 44.899    | 43.457    | 41.999 | 41.732       | 172.087 |
| 8         | Rebeca Andrade      | 15.400    | 14.900    | —      | 12.966       | 172.087 |
| 8         | Jade Barbosa        | 14.933    | 14.391    | 13.033 | 14.266       | 172.087 |
| 8         | Daniele Hypólito    | —         | —         | 14.133 | —            | 172.087 |
| 8         | Lorrane Oliveira    | 14.566    | 14.166    | —      | —            | 172.087 |
| 8         | Flávia Saraiva      | —         | —         | 14.833 | 14.500       | 172.087 |